# コルピクラーニ
コルピクラーニ（Korpiklaani）は、フィンランド出身のフォーク・メタルバンド。
同国土着の民族音楽を採り入れた北欧メタルを展開し、フォーク・メタルの第一人者として認識されている。

## 概要
元々はシャーマン（Shaman）というバンド名で1997年に結成された。シャーマンは2枚のアルバムをリリースしたが、同名のバンドがいることや、また音楽性をより明確にするため現バンド名に改名した。初期の日本盤配給会社となったサウンドホリックのプロモーション戦略により「森メタル」「旅メタル」などと頻繁にジャンル名が変更されていた。このプロモーション戦略は、アヴァロン・レーベルからのリリースとなった5thアルバムで『森界の王』で一旦終了した。しかし、キングレコードからのリリースとなった、6thアルバム『コルピの酒盛り』から再び復活し、6thアルバムでは「酒メタル」となった。

## 略歴
コルピクラーニのルーツは1993年のヨンネ・ヤルヴェラが中心のグループ、シャマーニ・デュオ（Shamaani Duo）まで遡る。このグループはサーミ人の民族音楽を演奏しており、アルバムもリリースした。このグループを基盤として、1997年にヨンネが中心となって、フォーク・メタルバンドであるシャーマン（Shaman）を結成した。1999年に1stアルバム『Idja』をリリースしデビューしている。同アルバムには当時ワルタリで活動し、後にチルドレン・オブ・ボドムに加入するローペ・ラトヴァラがゲストで参加し、プロデューサーを務めている。この縁からか、ローペの兄弟のユッシ "ホッセ" ラトヴァラがパーカッショニストとしてシャーマンに加入している。シャーマンは2000年から2001年にかけて活動休止を挟みつつも、2枚のアルバムをリリースした。2003年に現在のコルピクラーニ名義に変更した。これに伴いそれまで使用していた伝統的な民族楽器や北部サーミ語、ヨイクと呼ばれる発声法をやめることとなった。また、この改名に併せてヨンネ以外のメンバーが総入れ替えとなっている。
2005年、2ndアルバム『荒野のコルピクラーニ』でサウンドホリックから日本デビュー。奇妙なPVと珍妙な邦題がインターネット上で話題を呼び、ヘヴィメタルファンのリスナー以外からも注目を浴びる。2006年4月26日には3rdアルバム『世にもコルピな物語』がリリース。同日には、1stアルバムが、『翔び出せ! コルピクラーニ』と題されて日本リリースされている。2007年にリリースされた4thアルバム『コルピと古の黒き賢者』は、日本ではハウリング・ブルからリリースされ、同年9月には初の日本公演も決定した。
4thアルバムリリース後、レーベルをナパーム・レコードから、ニュークリア・ブラストに移籍した。その関係で、日本での配給会社がアヴァロン・レーベルとなった。2008年、5thアルバム『森界の王』をリリースした。同アルバムは、唯一邦題に、コルピクラーニまたはコルピが入っていないものとなっている。
2009年、6thアルバム『コルピの酒盛り』をリリース。
2011年、7thアルバム『コルピの神様』をリリース。6thアルバムから日本ではキングレコードからのリリースとなっている。
2009年5月に再来日を果たすも、9月に健康上の理由からヒッタヴァイネンが脱退。新たにテーム・エーロラが加入することが発表された。
2012年、テームが脱退しツォーマス・ロウナカリが加入。同年に8thアルバム『コルピと黄泉の世界』をリリース。
2013年、ユホが脱退しサミ・ペルットゥラが加入。
2015年、9thアルバム『コルピと魔術師達の宝玉』をリリースし、2017年9月に3度目の来日を果たした。
2018年、節目の10thアルバム『北欧コルピひとり旅』をリリース。
2019年12月、2003年から17年間ドラマーを務めたマットソンの脱退が発表された。代わって、プロフェイン・オーメンやヨンネ・ヤルヴェラのソロプロジェクトで活動歴があり、バトル・ビーストにライブセッションとして参加するサムリ・ミッコネンが加入した。ミッコネンは、前年にリリースされた『北欧コルピひとり旅』の内、数曲にドラマーとしてゲスト参加していた。

## メンバー
2020年5月時点 

### 現ラインナップ
- ヨンネ・ヤルヴェラ (Jonne Järvelä) - ボーカル/ギター (1997 - )
- カッレ "ケーン" サヴィヤルヴィ (Kalle "Cane" Savijärvi) - ギター (2003 - )
- ヤルッコ・アールトネン (Jarkko Aaltonen) - ベース (2005 - )
- ツォーマス・ロウナカリ (Tuomas Rounakari) - ヴァイオリン (2012 - )
- サミ・ペルットゥラ (Sami Perttula) アコーディオン (2013 - )
- サムリ・ミッコネン (Samuli Mikkonen) - ドラム (2019 - )

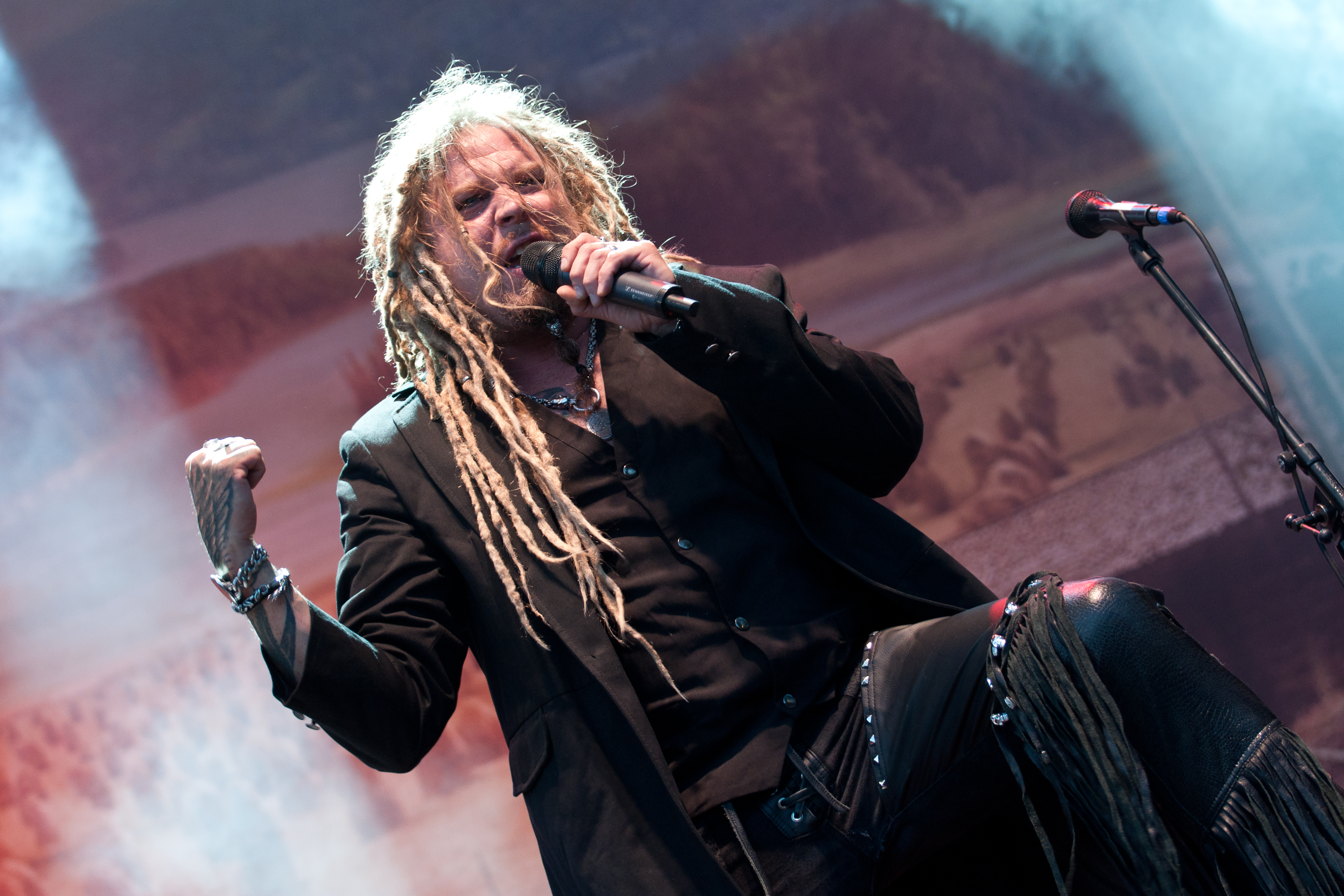
ヨンネ・ヤルヴェラ(Vo) 2018年
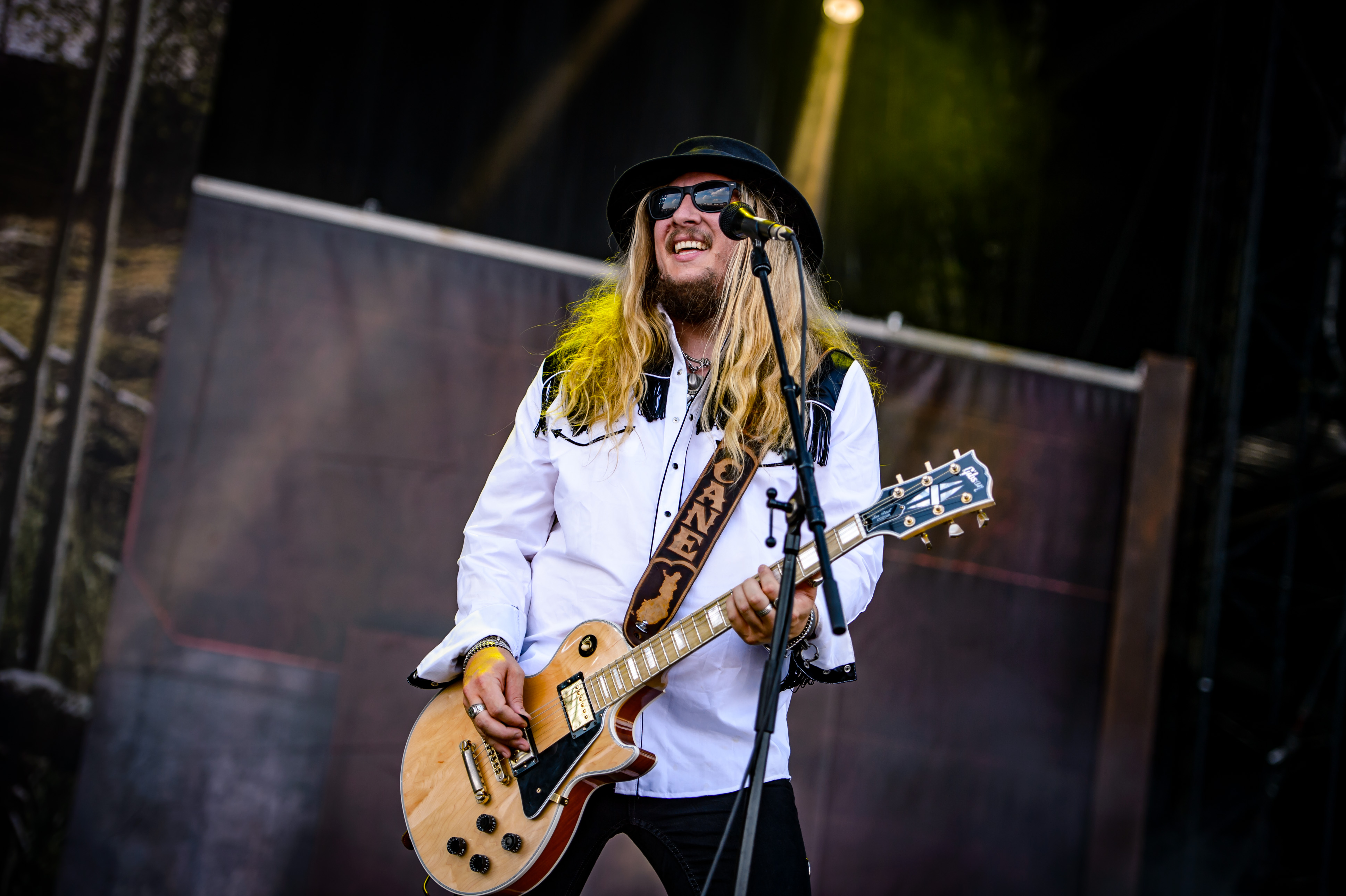
ケーン・サヴィヤルヴィ(G) 2018年
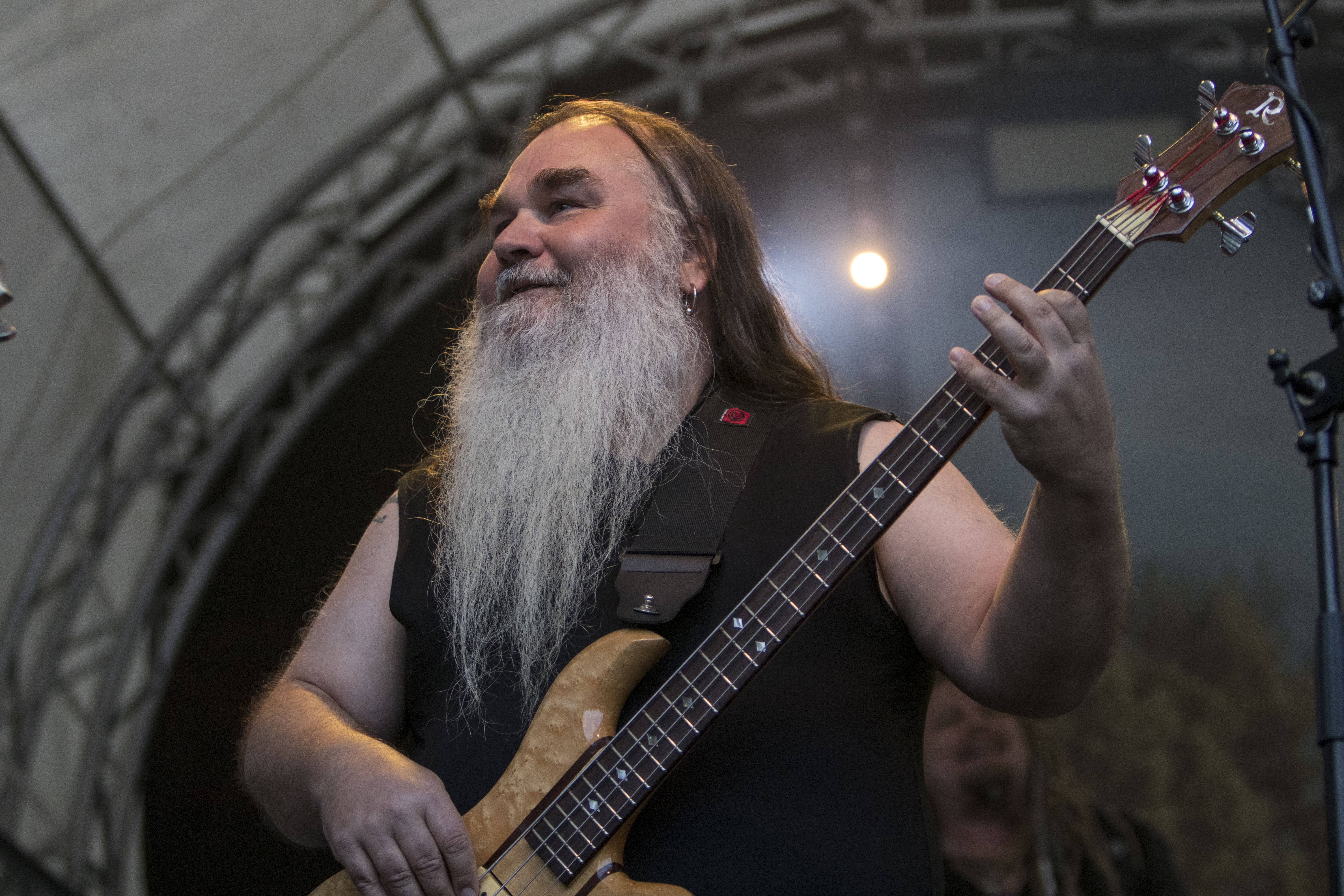
ヤルッコ・アールトネン(B) 2019年
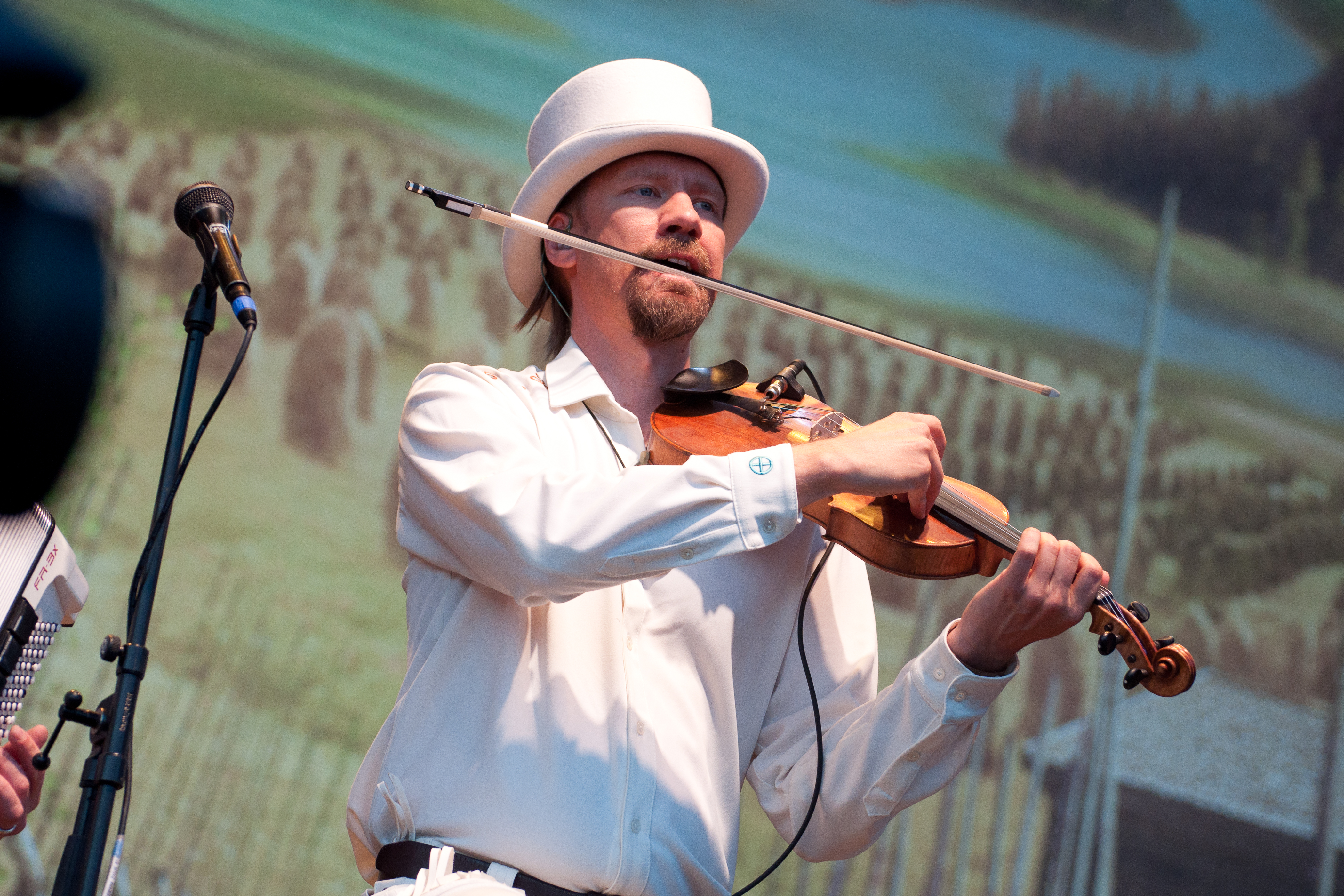
ツォーマス・ロウナカリ(Vin) 2018年
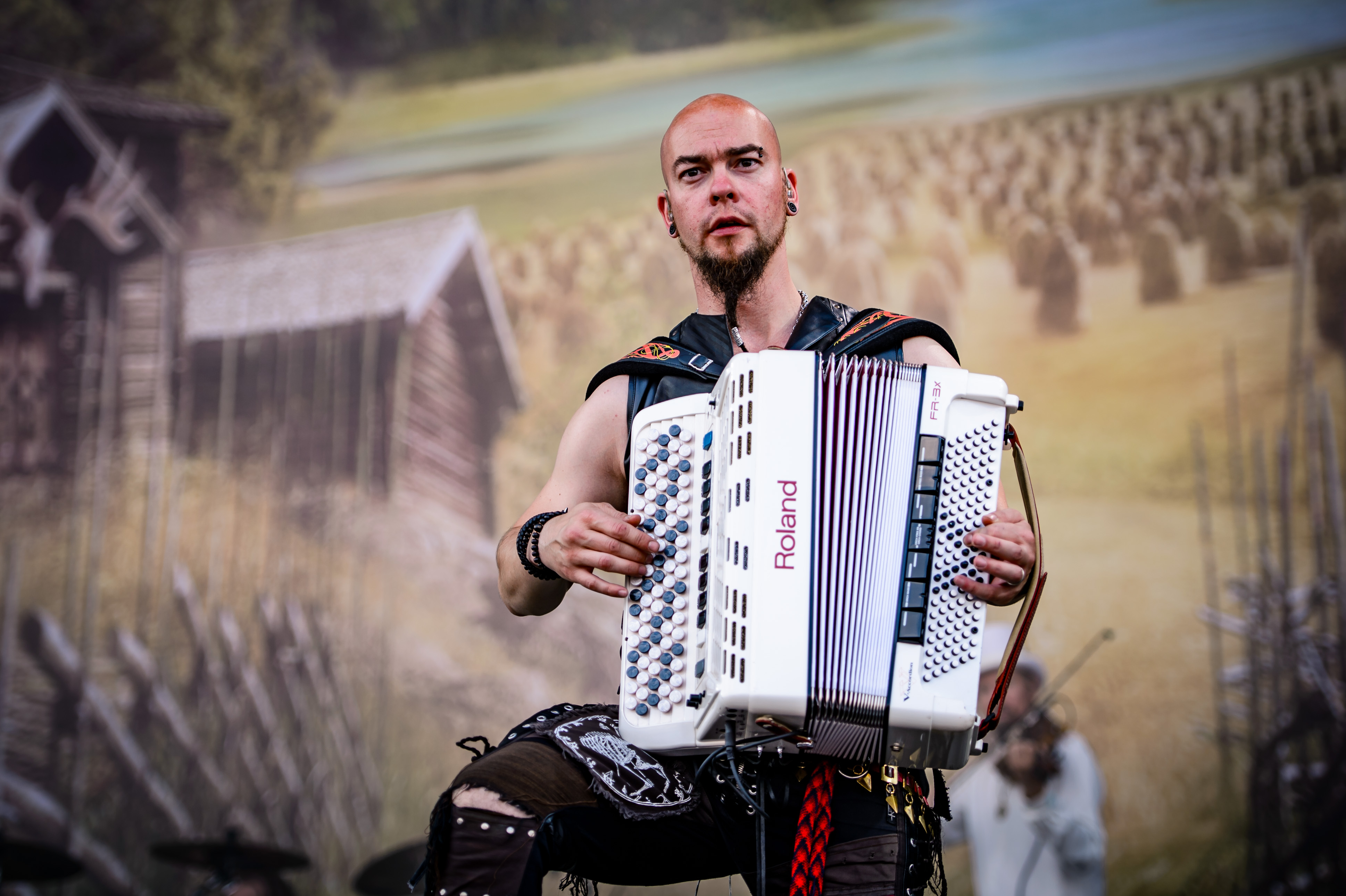
サミ・ペルットゥラ(Aco) 2018年

### 旧メンバー
- ユホ・カウッピネン (Juho Kauppinen) - アコーディオン (2004 - 2013)
- テーム・エーロラ (Teemu Eerola) - ヴァイオリン (2011 - 2012)
- ヤーッコ "ヒッタヴァイネン" レッメッティ (Jaakko "Hittavainen" Lemmetty) - ヴァイオリン/ヨウヒッコ/フルート（2003 - 2011）
- アリ・マーッタ (Ali Määttä) - パーカッション (2003 - 2005)
- アルト・ティッサリ (Arto Tissari) - ベース (2003 - 2005)
- トニ "ホンカ" ホンカネン (Toni "Honka" Honkanen) - ギター (2003 - 2005)
- サム・ルオツァライネン (Samu Ruotsalainen) - ドラム (2003)
- マッティ "マットソン" ヨハンソン (Matti "Matson" Johansson) - ドラム（2003 - 2019）

以下、シャーマン時代の在籍者
- トニ・ナイッキ (Toni Näykki) - ギター
- ユハ・タックネン (Juha Takkunen) - ギター
- ヤンネ・グタウル (Janne G'thaur) - ベース
- ヴェーラ・ムフリ (Veera Muhli) - キーボード
- ナッレ・オステルマン (Nalle Österman) - ドラム
- ユッシ "ホッセ" ラトヴァラ (Jussi "Hosse" Latvala) - パーカッション
ローペ・ラトヴァラ（チルドレン・オブ・ボドム、ワルタリ等）の兄弟。
- テロ・ピーライネン (Tero Piirainen) - ギター
- イルッカ・キルペライネン (Ilkka Kilpeläinen) - ベース
- ユケ・エラカンガス (Juke Eräkangas) - ドラムス

## ディスコグラフィー
- 『翔び出せ! コルピクラーニ』 Spirit Of The Forest（2004年）
- 『荒野のコルピクラーニ』 Voice Of Wilderness（2005年）
- 『世にもコルピな物語』 Tales Along This Road（2006年）
- 『コルピと古の黒き賢者』 Tervaskanto（2007年）
- 『森界の王』 Korven Kuningas（2008年）
- 『コルピの酒盛り』 Karkelo（2009年）
- 『コルピの神様』 Ukon Wacka（2011年）
- 『コルピと黄泉の世界』 Manala（2012年）
- 『コルピと魔術師達の宝玉』 Noita（2015年）
- 『北欧コルピひとり旅』 Kulkija（2018年）
- 『コルピの暗黒事件簿』 Jylhä（2021年）
- 『コルピと温故知新の旅』 Rankarumpu（2024年）